# Hjalmar Sjöstrand
Hjalmar Gustaf Sjöstrand, född 6 november 1860 i Växjö, död 24 maj 1926 i Jönköping, var en svensk tidningsman.
Hjalmar Sjöstrand var son till kontraktsprosten Jonas Gustaf Sjöstrand. Han avlade mogenhetsexamen i Linköping 1879 och filosofie kandidatexamen vid Uppsala universitet 1884. Därefter ägnade han sig åt journalistik i den konservativa pressen, var medarbetare i Svenska Dagbladet 1885–1889 och redaktör för Tidning för Falu Län och Stad samt Dalpilen 1889–1898. 1900–1920 var Sjöstrand huvudredaktör för Smålands Allehanda, med undantag för tiden 1904–1906, då han var verksam i Stockholm som medarbetare i Vårt Land och Nya Dagligt Allehanda. Från 1916 var han vice ordförande i styrelsen för AB Smålands Allehanda. Han var ledamot av Publicistklubbens styrelse 1906–1926. Sjöstrand uppfattades som en lite torr skribent med akademisk stil, men tillförlitlig i sina artiklar och ofta kunnig i de ämnen han behandlade. Starkt intresserad av hembygdsforskning utgav han bland annat Gamla gårdar i Jönköpings län (1922). I Jönköpings historia (del 4, 1921) behandlade han tiden efter 1862. Sjöstrand var sekreterare i Sveriges allmänna fjäderfäavelsförening 1908–1926 och ordförande i dess lokalförening i Jönköpings län 1915–1926.